# Тривільяно
Тривільяно (італ. Trivigliano) — муніципалітет в Італії, у регіоні Лаціо,  провінція Фрозіноне.
Тривільяно розташоване на відстані близько 70 км на схід від Рима, 19 км на північний захід від Фрозіноне.
Населення — 1695 осіб (2014).
Щорічний фестиваль відбувається 11 червня. Покровитель — S. Oliva.

## Демографія
Населення за роками:

Станом на 1 січня 2023 року в муніципалітеті офіційно проживало 88 іноземців з 7 країн, серед них 67 громадян країн Євросоюзу та 1 громадянин України.

## Сусідні муніципалітети
- Алатрі
- Ферентіно
- Ф'юджі
- Фумоне
- Гуарчино
- Торре-Каєтані